# Муруроа
Моруроа (полінезійська назва — Хіті-Таутау-Маі) — атол, що лежить в архіпелазі Туамоту (Французька Полінезія) в південній частині Тихого океану. 

## Географія
Координати — 21°50′ пд. ш. 138°55′ зх. д. / 21.833° пд. ш. 138.917° зх. д.; площа лагуни — 148 км², площа суходолу — 15 км².

### Клімат
Острів знаходиться у зоні, котра характеризується вологим тропічним кліматом. Найтепліший місяць — лютий із середньою температурою 27,8 °C (82 °F). Найхолодніший місяць — липень, із середньою температурою 23,3 °С (74 °F).
| Клімат о. Муруроа       | Клімат о. Муруроа | Клімат о. Муруроа | Клімат о. Муруроа | Клімат о. Муруроа | Клімат о. Муруроа | Клімат о. Муруроа | Клімат о. Муруроа | Клімат о. Муруроа | Клімат о. Муруроа | Клімат о. Муруроа | Клімат о. Муруроа | Клімат о. Муруроа | Клімат о. Муруроа |
| Показник                | Січ.              | Лют.              | Бер.              | Квіт.             | Трав.             | Черв.             | Лип.              | Серп.             | Вер.              | Жовт.             | Лист.             | Груд.             | Рік               |
| Абсолютний максимум, °C | 32                | 32                | 32                | 32                | 30                | 30                | 28                | 30                | 31                | 32                | 31                | 31                | 32                |
| Середній максимум, °C   | 28                | 28                | 29                | 28                | 26                | 25                | 25                | 24                | 25                | 25                | 26                | 27                | 26                |
| Середня температура, °C | 27                | 27                | 27                | 26                | 25                | 24                | 23                | 23                | 23                | 23                | 25                | 26                | 25                |
| Середній мінімум, °C    | 25                | 25                | 25                | 25                | 23                | 22                | 22                | 21                | 21                | 22                | 23                | 23                | 23                |
| Абсолютний мінімум, °C  | 20                | 21                | 21                | 21                | 20                | 18                | 17                | 17                | 17                | 17                | 18                | 20                | 17                |
| Норма опадів, мм        | 130               | 140               | 170               | 90                | 150               | 120               | 150               | 90                | 110               | 110               | 190               | 190               | 1710              |
| ----------------------- | ----------------- | ----------------- | ----------------- | ----------------- | ----------------- | ----------------- | ----------------- | ----------------- | ----------------- | ----------------- | ----------------- | ----------------- | ----------------- |
| Джерело: Weatherbase    |                   |                   |                   |                   |                   |                   |                   |                   |                   |                   |                   |                   |                   |

## Історія
Атол Моруроа був відкритий в 1767 році лейтенантом ВМС Великої Британії Філіпом Картеретом на кораблі «Swallow», через кілька днів після того, як ним же був відкритий острів Піткерн. Лейтенант Картерет назвав атол островом Єпископа Оснабургського (Bishop of Osnaburgh Island).
Постійного населення на атолі наразі немає; найбільша кількість населення була досягнута 1989 року, коли для обслуговування полігону з атомних випробувань на острові перебувало близько 3000 осіб (з них близько 700 полінезійців).

### Французькі ядерні випробування
Муруроа, разом з атолом Фангатауфа, що лежить неподалік, протягом тридцяти років (1966—1996) був французьким полігоном з випробувань ядерної зброї. Також Муруроа відомий як місце численних акцій протесту, керованих «екологічною» громадськістю, найвідомішою з яких була акція за участю судна «Rainbow Warrior», що належить Грінпіс.

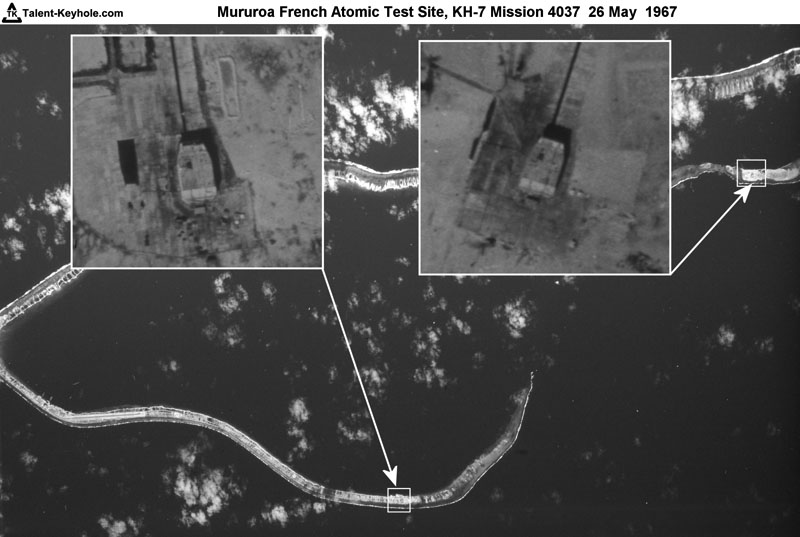
Знімки атола Муруроа та її військові об'єкти. Знято супутником-шпигуном США KH-7 (26 травня 1967)

Франція офіційно оголосила атол ядерним полігоном 21 вересня 1962 року (після здобуття Алжиром незалежності і припинення французьких ядерних випробувань в Сахарі), з чого почалось будівництво численних інфраструктурних об'єктів, яке тривало до травня 1963 року під керівництвом Управління Центрів Ядерних Випробувань (Direction des Centres d'Experimentation Nucleaires, DIRCEN). Як допоміжна база та основний перевалочний пункт був обраний атол Хао за 450 кілометрів на північний захід від Муруроа.
Перше з 138 ядерних випробувань на атолі Муруроа відбулося 2 липня 1966 року, під кодовим ім'ям «Альдебаран». Всього на Муруроа здійснено 41 атмосферний ядерний вибух між 1966 та 1974 роками. Більшість з них відбулося на західному кінці атола, в пункті з кодовою назвою «Діндон». Менші за потужністю вибухи провели на північному кінці атола, в пункті «Денсі». Три вибухові пристрої підірвали на баржах, три скинули з бомбардувальників, а решту підняли на наповнених гелієм повітряних кулях.
Франція відмовилась від ядерних випробувань в атмосфері в 1974 році, після чого випробування на Муруроа проводились у формі підземних шахтних підривів у середовищі високого навколишнього тиску. Загалом на Муруроа та Фангатауфа здійснено 147 підземних ядерних вибухів. Шахтні стволи для випробувань пробурювались всередину вулканічних порід, що є глибинною основою атола. Ця методика викликала багато суперечливих думок, з огляду на провокування нею розтріскування та руйнування атола (яке згодом довели за допомогою геофізичних і геологічних спостережень). Таке руйнування вулканічної основи атола може спричинити розгерметизацію точок вибухів і потрапляння радіоактивних решток у довкілля. Випробування, проведене в 1979 році, здійснили на вдвічі меншій за звичайну глибині, що викликало великі підводні зсуви ґрунту на південно-східному схилі кільцевого рифу атола.
Останнє ядерне випробування на Муруроа (і взагалі останнє французьке ядерне випробування) здійснено 27 січня 1996 року.